# Lycaon pictus manguensis
El licaón occidental o perro salvaje africano del oeste (Lycaon pictus manguensis) es una subespecie del perro salvaje africano que habita en África Occidental. 

## Población
Está clasificado como en peligro crítico de extinción por la UICN, ya que se estimó que setenta individuos adultos y crías y quince individuos maduros quedan en estado salvaje y continúa disminuyendo como resultado de la fragmentación constante del hábitat, el conflicto con las actividades humanas y las enfermedades infecciosas. El cambio estimado en el número de perros salvajes africanos adultos y de un año entre 1997 y 2012 fue de -50%.

## Distribución
A la especie le está yendo mal en la mayor parte de África Occidental, y la única población potencialmente viable se encuentra en el Parque nacional Niokolo-Koba de Senegal. Los perros salvajes africanos se ven ocasionalmente en otras partes de Senegal, así como en Guinea y Malí. Los datos históricos indican que los perros salvajes africanos se distribuían anteriormente por todo el África subsahariana, desde el desierto (Lhotse 1946) hasta las cumbres de las montañas (Thesiger 1970), y probablemente estaban ausentes solo en la selva baja y el desierto más seco (Schaller 1972). Han desaparecido de gran parte de su área de distribución anterior. La especie está prácticamente erradicada de África Occidental y sobrevive solo en Senegal y en el Complejo W de áreas protegidas en Benín, Burkina Faso y Níger.
- Benín: Es muy probable que L. pictus se haya extinguido localmente, y una encuesta realizada en 1990 indica que los lugareños pensaban que la supervivencia continua de la especie en el país era extremadamente improbable. Parc W podría albergar las poblaciones restantes de L. pictus del país, aunque en 1988 se las consideró en declive o localmente extintas. Puede ocurrir en números decrecientes en el Parque nacional del Pendjari.
- Burkina Faso: Es probable que L. pictus se haya extinguido localmente y la pobreza generalizada impide la protección efectiva de la vida silvestre, a pesar del estatus legal protegido de la especie. Los últimos avistamientos del animal ocurrieron en 1985 en el Nazinga Game Ranch. Todavía puede ocurrir en el Parque nacional de Arli y la provincia de Comoé, pero en pocas cantidades.
- Costa de Marfil: Se han realizado muy pocos avistamientos y la mayoría del público no ha oído hablar de la especie. Además, su estatus legal es 'nocivo'. La especie todavía puede encontrarse en el parque nacional del Comoé (donde fue avistada por última vez a fines de la década de 1980) y en el Parque nacional de Marahoué (donde ocurrieron los últimos avistamientos durante la década de 1970).
- Gambia: El avistamiento más reciente ocurrió en 1995, en la frontera norte con Senegal. Puede haber una pequeña población en la zona fronteriza con Senegal.
- Ghana: Aunque L. pictus está protegido legalmente, probablemente esté extinto localmente, ya que la caza furtiva es desenfrenada y las actitudes tradicionales hacia los depredadores son hostiles. Aunque no se han hecho avistamientos recientes, la especie aún puede ocurrir en los Parques Nacionales Bui y Digya. Los cazadores han informado de la presencia de L. pictus en el parque nacional Kyabobo, aunque la especie probablemente sea rara allí.
- Guinea: Aunque protegido, las perspectivas para L. pictus en Guinea son malas. La especie puede encontrarse en el parque nacional Badiar, ya que el parque está adyacente al parque nacional Niokolo-Koba de Senegal, donde ocurre L. pictus. Los informes más recientes de la especie incluyen un avistamiento en 1991 a lo largo del río Sankarani y la muerte de tres vacas en 1996 en Ndama Fôret Clasée.
- Liberia: El folclore liberiano no menciona L. pictus, lo que indica que la especie probablemente nunca ha sido común en la zona. Es posible que la especie haya habitado alguna vez el norte, pero es casi seguro que ahora es rara allí.
- Malí: Aunque una vez estuvo muy extendido, L. pictus ahora es extremadamente raro en Malí. Aunque fue avistada en el Forêt Classée de la Faya en 1959, la especie estuvo notablemente ausente durante una prospección terrestre en la década de 1980. La especie todavía puede encontrarse en el sur y oeste del país en las regiones fronterizas con Senegal y Guinea.
- Níger: Es casi seguro que la especie se haya extinguido localmente, habiendo sido objeto de una campaña de exterminio durante la década de 1960. Aunque protegidos legalmente, los guardias de caza todavía disparaban a especímenes de L. pictus en 1979. Incluso si todavía están presentes, las posibilidades de supervivencia de la especie siguen siendo bajas, debido a las sequías regulares y la pérdida de presas naturales. L. pictus todavía puede estar presente en cantidades reducidas en el Parc W, en el extremo norte y la región de Sirba.
- Nigeria: Aunque protegido legalmente, no hay poblaciones de L. pictus residentes en Nigeria, aunque ocasionalmente aparecen individuos vagabundeando de países vecinos. Los factores que inhiben la recuperación de la especie incluyen la falta de protección efectiva y la drástica reducción de sus presas. L. pictus todavía puede persistir en cantidades reducidas en el Parque nacional de Gashaka Gumti, que está bastante cerca del parque nacional de Faro de Camerún, donde la especie todavía se encuentra, aunque no se hicieron avistamientos en el periodo de 1982 a 1986. L. pictus se informa ocasionalmente en el Parque nacional de la Cuenca del Chad, y el avistamiento más reciente ocurrió en 1995. Es probable que esté localmente extinto en el Parque nacional de Kainji y la Reserva de Caza Borgu, ya que la caza furtiva es intensa y la especie no ha sido avistada desde la década de 1980. También está extinto en el Parque nacional Yankari, y el último avistamiento tuvo lugar en 1978. Un avistamiento confirmado de un individuo solitario ocurrió en 1991 en la Reserva de Caza Lame Burra.
- Senegal: Aunque solo está parcialmente protegido, L. pictus ha aumentado en número desde la década de 1990 en y alrededor del Parque nacional Niokolo-Koba, por lo que Senegal es la mejor esperanza para la especie en África Occidental. L. pictus está presente en cantidades cada vez mayores en el parque nacional Niokolo-Koba y sus alrededores. La población del parque se estimó en 50-100 especímenes en 1997. Esta población es monitoreada y estudiada por el Grupo de Especialistas en Cánidos de la UICN, junto con el Fondo Licaone de Senegal. En otros lugares, L. pictus es raro o está extinto. De 2011 a 2013, los conservacionistas documentaron la existencia continua de perros salvajes en el parque nacional Niokolo Koba en Senegal con fotos y huellas de perros salvajes.
- Sierra Leona: Es casi seguro que la especie esté extinta en Sierra Leona. Es posible que L. pictus haya estado alguna vez presente en las áreas de bosques y sabanas del norte, ya que los nativos allí tienen nombres para la especie, y algunos avistamientos no confirmados se hicieron en la década de 1980. Una pequeña población puede habitar el parque nacional Outamba-Kilimi, aunque solo se ha registrado un avistamiento no confirmado.
- Togo: A pesar de recibir protección parcial, L. pictus probablemente se haya extinguido y el país carece gravemente de especies de presa. Puede ocurrir en el Parque nacional de Fazao Malfakassa, aunque en muy pocas cantidades. Existen rumores de que algunas pequeñas manadas de L. pictus se refugian en cuevas en las laderas de las montañas de Mazala, Kpeya y Kbidi.

## Amenazas
La principal amenaza para los perros salvajes africanos es la fragmentación del hábitat, que aumenta su contacto con las personas y los animales domésticos, lo que resulta en un conflicto entre los seres humanos y la vida silvestre y la transmisión de enfermedades infecciosas.
En la mayor parte de su área de distribución geográfica, la utilización de esta especie es mínima.

## Conservación
Actualmente se está redactando una estrategia de conservación regional para las subpoblaciones de África del Norte y Occidental.